# 弗罗茨瓦夫大学植物园
弗罗茨瓦夫大学植物园是波兰下西里西亚省弗罗茨瓦夫的一个植物园，成立于1811年，位于座堂岛地区。该园是为当地大学的医科学生建立的。在拿破仑战争期间，城市防御工事被摧毁后，植物园遭到破坏。植物园的一部分是奥得河的一个分支，在冲突期间被填平，后来被修复为一个大型睡莲科池塘。 它是波兰第二古老的此类植物园，仅次于克拉科夫的雅盖隆大学植物园。1974年被列为下西里西亚文物保护单位，1994年起被列入历史名城保护中心。
弗罗茨瓦夫大学植物园位于弗罗茨瓦夫圣若翰洗者主教座堂和圣十字堂北侧，部分位于历史悠久的座堂岛内，距离中央集市广场大约2公里。
植物园于每年4月5日至10月30日对游客开放，需付费入场。